# Långtjärnarna (Alanäs socken, Jämtland)
Långtjärnarna är en sjö i Strömsunds kommun i Jämtland och ingår i Ångermanälvens huvudavrinningsområde. Sjön har en area på 0,121 kvadratkilometer och ligger 379,4 meter över havet.

## Delavrinningsområde
Långtjärnarna ingår i det delavrinningsområde (714320-147423) som SMHI kallar för Inloppet i Sörsjön. Medelhöjden är 436 meter över havet och ytan är 9,92 kvadratkilometer. Räknas de 11 avrinningsområdena uppströms in blir den ackumulerade arean 110 kvadratkilometer. Flåsjöån (Stensjöbäcken) som avvattnar avrinningsområdet har biflödesordning 3, vilket innebär att vattnet flödar genom totalt 3 vattendrag innan det når havet efter 244 kilometer. Avrinningsområdet består mestadels av skog (90 procent). Avrinningsområdet har 0,54 kvadratkilometer vattenytor vilket ger det en sjöprocent på 5,4 procent.